# Liste des évêques de Saint Petersburg
Cette page présente la liste des évêques de St. Petersburg, en Floride. 
Le diocèse de Saint Petersburg en Floride (Dioecesis Sancti Petri in Florida), est créé le 2 mars 1968, par détachement de ceux de Miami et de Saint Augustine. Son territoire est amputé en 1984 pour permettre la création du diocèse de Venice. 

## Les évêques
- 2 mai 1968 - † 14 décembre 1978 : Charles McLaughlin (Charles Borromeo McLaughlin)
- 14 décembre 1978 - 18 avril 1979 : siège vacant
- 18 avril 1979 - 29 novembre 1988 : William Larkin (William Thomas Larkin)
- 14 mars 1989 - 3 novembre 1994 : John Favalora (John Clément Favalora)
- 3 novembre 1994 - 5 décembre 1995 : siège vacant
- 5 décembre 1995 - 28 novembre 2016 : Robert Lynch (Robert Nugent Lynch)
- depuis le 28 novembre 2016 : Gregory Parkes (en) (Gregory Lawrence Parkes)

## Source
- (en) Fiche du diocèse, Catholic-Hierarchy